# Józef Zajda
Józef Jan Zajda (ur. 22 grudnia 1897 w Łasku, zm. 28 czerwca 1976 w Poznaniu) – polski ekonomista, docent doktor habilitowany, naukowiec związany z Akademią Ekonomiczną w Poznaniu, pracownik instytucji finansowych i banków.

## Życiorys
Syn Ludwika i Eleonory z Kalinowskich. Ukończył Szkołę Handlową w Łasku, a następnie Szkołę Realną. Rozpoczęte w 1917 studia na Uniwersytecie Warszawskim, kontynuował na Uniwersytecie Poznańskim, otrzymując w 1921 dyplom nauk ekonomiczno-politycznych ze stopniem magistra prawa. Od 1924 pracował w Ministerstwie Skarbu II RP w Departamencie Obrotu Pieniężnego (1924–1928), a następnie był kierownikiem i naczelnikiem Wydziału Bankowego Departamentu Skarbu (1928–1933). W 1927 brał udział w rokowaniach o przyznanie pożyczki stabilizacyjnej dla Polski oraz zagranicznej pożyczki inwestycyjnej dla Portu Gdańskiego. W latach 1933–1945 był członkiem Dyrekcji Głównej Towarzystwa Kredytowego Ziemskiego w Warszawie. Był uczestnikiem powstania warszawskiego (stracił nogę, w wyniku ran odniesionych 7 sierpnia 1944). Jako żołnierz Armii Krajowej nosił pseudonim „Janowski”. Pełnił funkcję Dyrektora Departamentu Skarbu w Delegaturze Rządu na Kraj (1944).
Po II wojnie światowej brał udział pracach Rady Naukowej dla Zagadnień Ziem Odzyskanych. Później był doradcą w TASKO w Poznaniu, członkiem Kierownictwa i Zarządu Wojewódzkiego Banku Związku Spółek Zarobkowych w Poznaniu (1946–1947).
Pochowany na cmentarzu Górczyńskim w Poznaniu (kwatera III P-5-47).

## Działalność naukowa
Doktor Uniwersytetu Poznańskiego. Tytuł uzyskał w 1948 po obronie pracy pt.: Polityka finansowa Polski w latach 1946–1947. Habilitował się w 1960 na Uniwersytecie Poznańskim na podstawie pracy: Zagadnienia przebudowy systemu finansowego gospodarki narodowej.

## Najważniejsze publikacje naukowe
Spośród kilkudziesięciu, poza habilitacją to:
- Kierunki polityki walutowej polski w okresie międzywojennej[5] (PWN Warszawa – Poznań 1986), wyd. pośmiertne,
- Rozliczenia międzynarodowe (współautor) pod red. S. Rączkowskiego, PWE, Warszawa 1977)[6],
- Systemy bankowe w gospodarce kapitalistycznej, (PWE, Warszawa 1974)[7],
- Konsekwencje ekonomiczne Traktatu Wersalskiego dla Polski, [w:] Problem polsko-niemiecki w Traktacie Wersalskim, pod red. J. Pajewskiego, Poznań 1963)[8],
- Międzynarodowe organizacje  finansowe (PWE, Warszawa 1971)[9].

## Działalność dydaktyczna
Doc. dr hab. Józef Zajda był związany z Akademią Ekonomiczną w Poznaniu od 1958 aż do śmierci. W tym czasie pełnił następujące funkcje: kierownika Zakładu Międzynarodowych Stosunków Finansowych, a wcześniej Zakładu Finansowania Przedsiębiorstw w Katedrze Finansów Akademii Ekonomicznej w Poznaniu, prodziekana ds. studiów zaocznych (1963–1965), kuratora i kierownika Katedry Rachunkowości AE w Poznaniu (1962–1968). Nadzorował i wykształcił następców, którzy wierni jego pamięci stworzyli pierwszą w kraju (po zmianie ustroju w 1989) Katedrę Bankowości i Ubezpieczeń (1991). Byli to m.in.: prof. dr hab. Zenobia Knakiewicz i prof. dr hab. Jerzy Wolniak.
Znał i biegle się posługiwał językiem angielskim, francuskim, niemieckim, rosyjskim i łacińskim.

## Działalność społeczna
Doc. dr hab. Józef Zajda pełnił funkcję przewodniczącego Komisji Nauk Ekonomicznych Poznańskiego Towarzystwa Przyjaciół Nauk, był przewodniczącym Komisji Rewizyjnej Poznańskiego Towarzystwa Przyjaciół Nauk oraz pełnił funkcję Prezesa Oddziału Okręgowego Polskiego Towarzystwa Ekonomicznego w Poznaniu, był także członkiem Rady Głównej PTE.

## Ordery i odznaczenia
- Krzyż Kawalerski Orderu Odrodzenia Polski[2][10]
- Złoty Krzyż Zasługi (dwukrotnie[10][11], po raz pierwszy 27 grudnia 1929[12], po raz drugi 11 listopada 1937[13])
- Krzyż Komandorski Orderu Korony Włoch (Włochy)[11]